# ويليامز إف ون

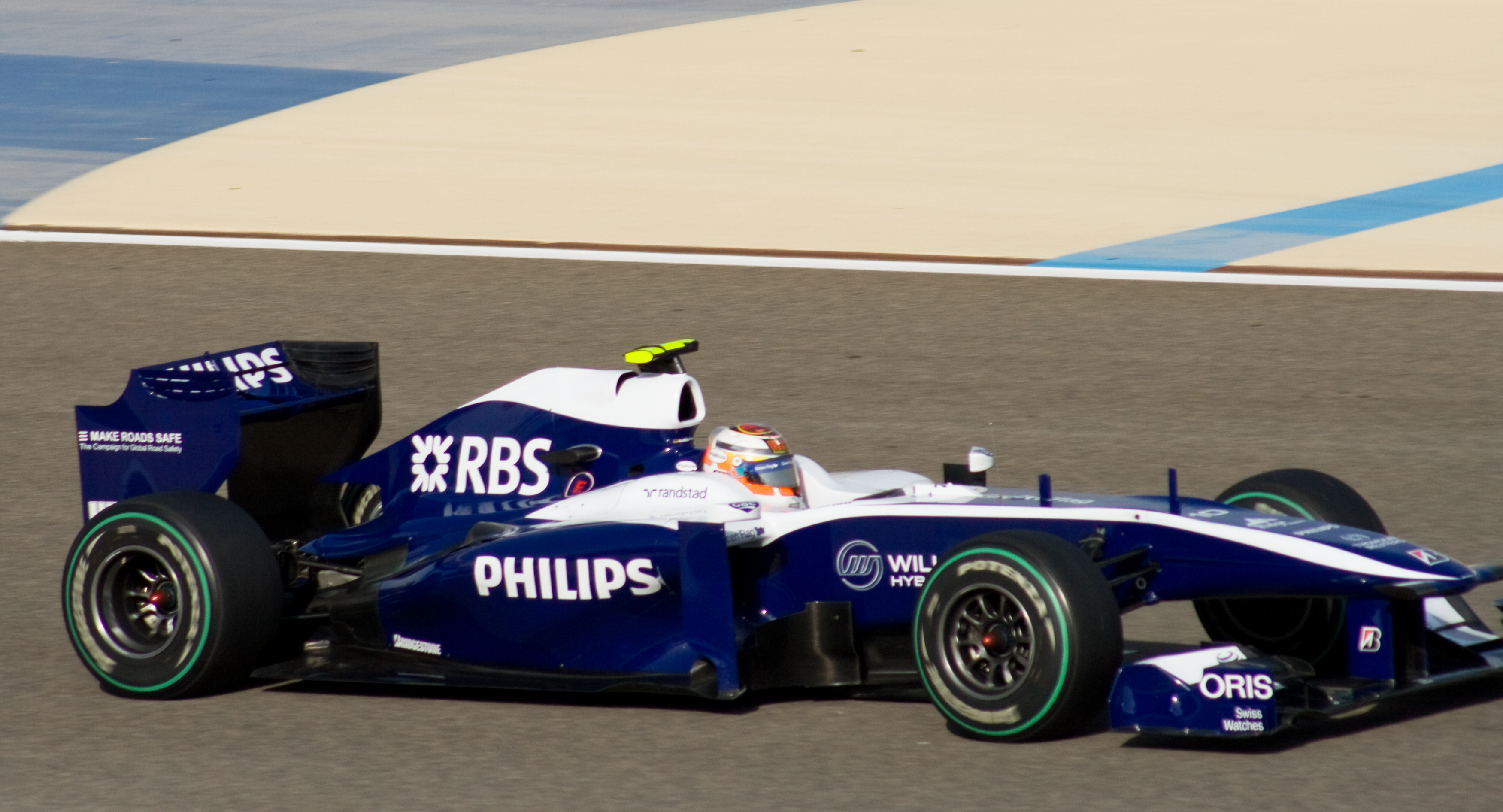
خلال سباق البحرين 2010

فريق ويليامز الجائزة الكبرى الهندسي المحدود (بالإنجليزية: Williams Grand Prix Engineering Limited)‏ والمعروف باسم فريق ويليامز إف ون هو فريق بريطاني لسباقات السيارات من فئة الفورمولا واحد، يقع مقر الفريق بمدينة جروف في مقاطعة أوكسفوردشاير في المملكة المتحدة. تأسس على يد السير فرانك ويليامز وباتريك هيد.
شارك الفريق في أول سباق للجائزة الكبرى بعد إعادة تشكيلة عام 1977 في سباق الجائزة الكبرى الإسباني، حيث نشأ فريق جديد بهيكل مارش لباتريك نيف. وبدأت وليامز بتصنيع سيارات خاصة بها في العام التالي، وفاز السويسري كلاي ريجاتسوني بأول سباق لمصلحة ويليامز في سباق الجائزة الكبرى البريطاني 1979. في سباق الجائزة الكبرى البريطاني 1997 حقق الكندي جاك فيلنوف الفوز بالسباق 100 للفريق، مما يجعل ويليامز واحد من ثلاث فرق فقط في الفورمولا واحد تكسب 100 سباق، جنبا إلى جنب مع فريق فيراري وفريق ماكلارين.

## معرض صور

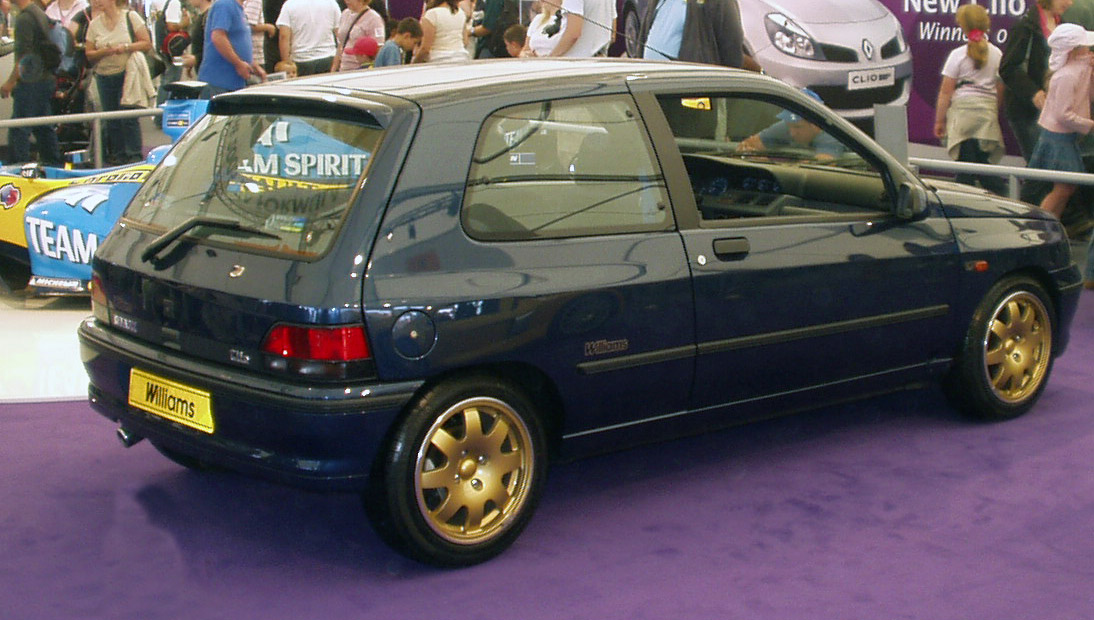
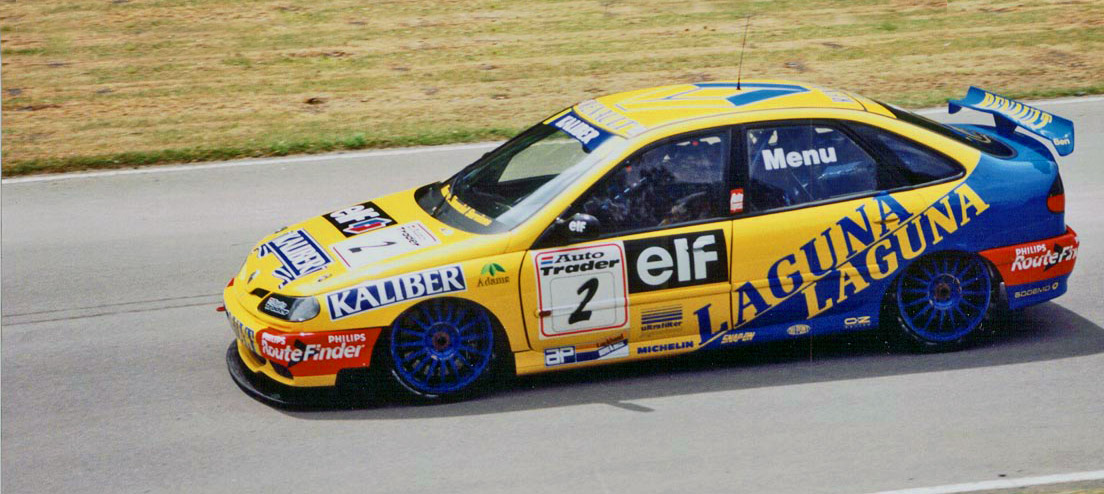
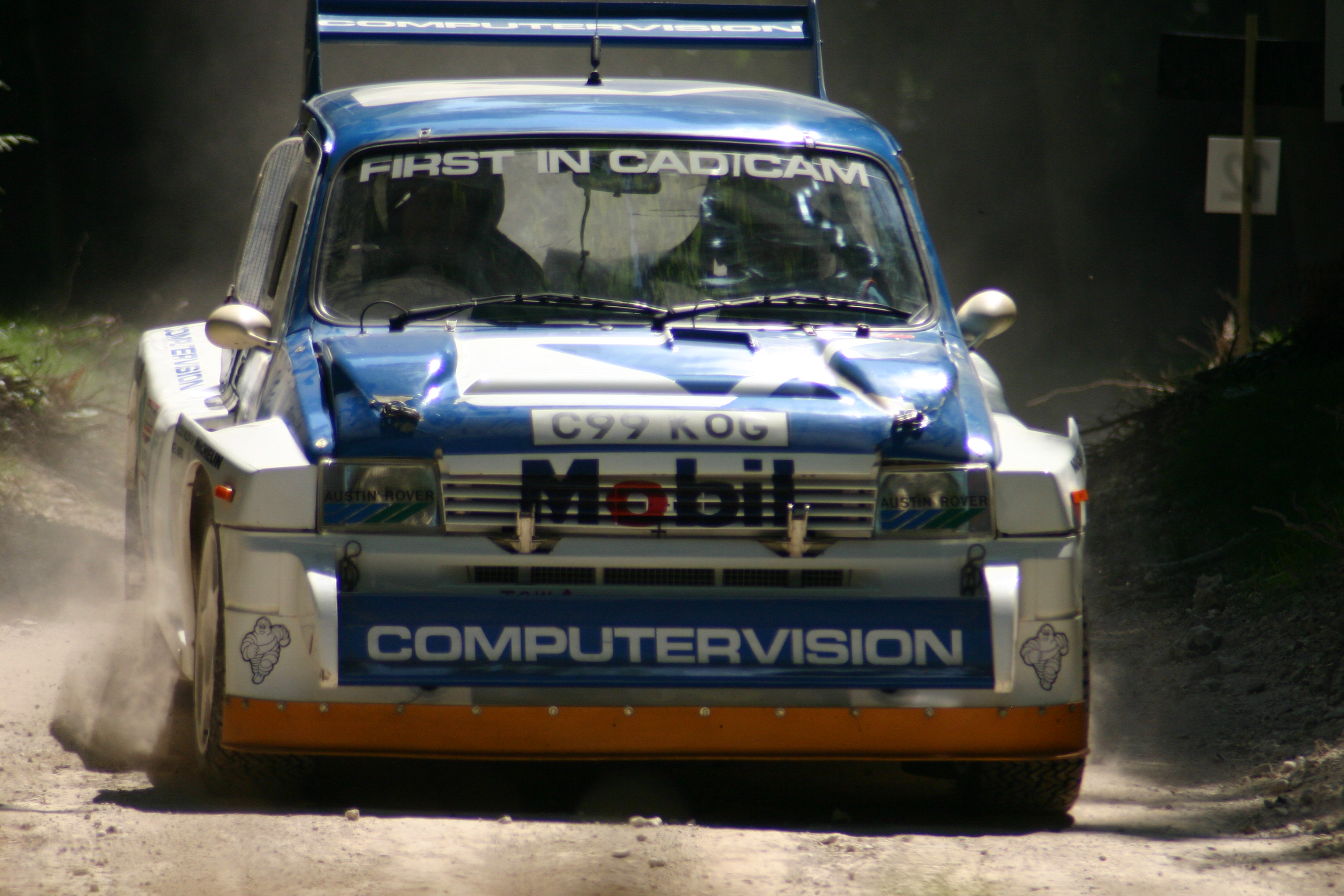